# Saxlingham Nethergate
Saxlingham Nethergate is een civil parish in het bestuurlijke gebied South Norfolk, in het Engelse graafschap Norfolk met 688 inwoners.